# Karel Husa
Karel Husa (7 de agosto de 1921-14 de diciembre de 2016) fue un compositor y director de orquesta estadounidense nacido en Checoslovaquia, ganador del Premio Pulitzer de Música en 1969 y del Premio Grawemeyer de Composición Musical de la Universidad de Louisville en 1993.  En 1954 emigró a los Estados Unidos y se convirtió en ciudadano estadounidense en 1959.

## Biografía
Husa aprendió a tocar el violín y el piano en la infancia. En 1941 se matriculó en el Conservatorio de Praga, donde estudió con Jaroslav Řídký y asistió a cursos de dirección dirigidos por Metod Doležil y Pavel Dědeček.
Al finalizar la Segunda Guerra Mundial, Husa fue admitido en la escuela de posgrado de la Academia de Praga, donde asistió a cursos dirigidos por Jaroslav Řídký, graduándose en 1947. Continuó sus estudios de composición y dirección en la École Normale de Musique de Paris y en el Conservatoire de Paris, donde estudió con Arthur Honegger y Nadia Boulanger. Sus profesores de dirección incluyeron a Jean Fournet, Eugène Bigot y André Cluytens. Posteriormente dividió su carrera entre la composición y la dirección.
El Cuarteto de Cuerdas No. 1 de Husa se estrenó en junio de 1950 y ganando el Premio Lili Boulanger de 1950 y el Premio del Festival Bilthoven de 1951, lo que atrajo la atención internacional sobre su obra. Otras actuaciones posteriores a estos premios incluyeron la Sociedad Internacional de Música Contemporánea en Bruselas (1950), festivales en Salzburgo (1950), Darmstadt (1951) y los Países Bajos (1952), así como en varios conciertos en Alemania, Francia, Suecia, Inglaterra, Suiza, Australia y Estados Unidos. Otras composiciones escritas por Karel Husa durante su estancia en París incluyen Divertimento para orquesta de cuerdas, Concertino para piano y orquesta, Evocaciones de Eslovaquia, Musique d'amateurs, Retrato para orquesta de cuerdas, Primera sinfonía, Primera sonata para piano y Segundo cuarteto de cuerdas. A lo largo de este período, la preocupación y el interés subyacentes del compositor fueron el estilo, que fue influenciado principalmente por Vítězslav Novák, Leoš Janáček, Béla Bartók e Ígor Stravinski.
En 1954 Husa emigró a Estados Unidos, donde fue profesor de la Universidad de Cornell hasta 1992, llegando a ocupar la cátedra Kappa Alpha en música. Los compositores que estudiaron con Husa incluyen a Steven Stucky, Leonard Lehrman, Christopher Rouse, John S. Hilliard, Jerry Amaldev, Christopher Kaufman, Ann Loomis Silsbee, David Conte y Byron Adams. También fue profesor en Ithaca College de 1967 a 1986 y se desempeñó como el primer director de la Orquesta de Cámara de Cayuga de 1977 a 1984. Husa compuso Música para Praga 1968, una obra en memoria de la invasión de Checoslovaquia por parte del bloque soviético en 1968, que se convirtió en una de sus composiciones más célebres. Su Cuarteto de Cuerdas No. 3 ganó el Premio Pulitzer en 1969. Husa recibió en 1993 el premio Grawemeyer de composición musical por su Concierto para violonchelo y orquesta. Fue patrocinador nacional de Delta Omicron, una fraternidad internacional de música profesional. En 2012, Husa recibió un doctorado honorario en Bellas Artes de la Universidad de Louisville. 
Husa falleció en su residencia de Apex (Carolina del Norte) el 14 de diciembre de 2016 a los 95 años de edad.
La Orquesta Sinfónica de Praga estrenó y grabó varias de sus composiciones. Música para Praga 1968 se ha convertido en una parte regular del repertorio de la Orquesta Sinfónica de Praga.